# Steinalkenheide

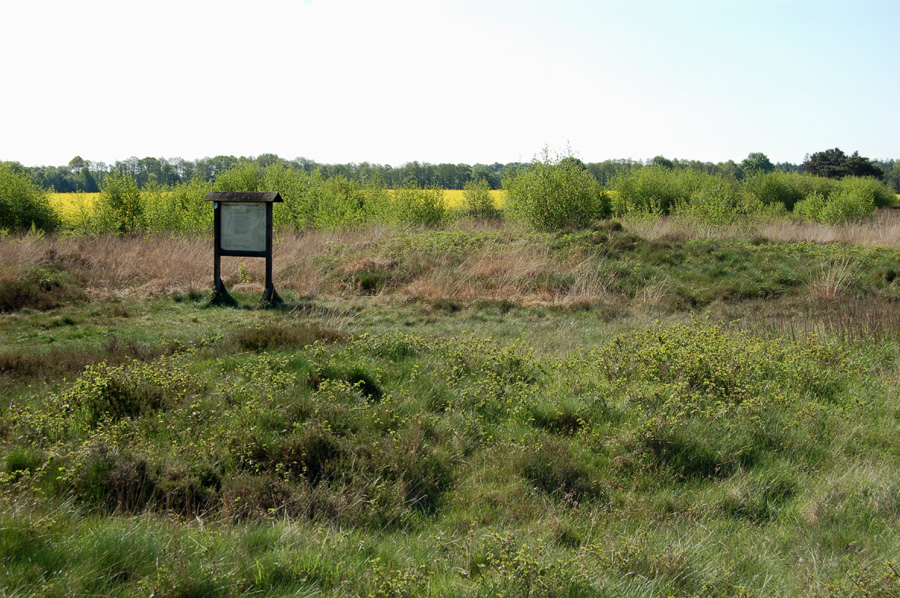
Heidefläche mit niedrigen Grabhügeln

Die Steinalkenheide ist das größte erhaltene Hügelgräberfeld im niedersächsischen Landkreis Rotenburg/Wümme. Es liegt zwischen den beiden zur Stadt Zeven gehörenden Dörfern Oldendorf und Badenstedt.

## Lage
Das durch den Landkreis Rotenburg/Wümme gepachtete Denkmal- und Landschaftsschutzgebiet Steinalkenheide erreicht man, wenn man in Oldendorf in Richtung Badenstedt fährt. Etwa 600 Meter nach den letzten Häusern in den Wirtschaftsweg nach links einbiegen und rechts an der Sandgrube vorbei. An der nächsten Kreuzung rechts abbiegen und dem Weg rund 1,4 km folgen. Das Denkmal- und Landschaftsschutzgebiet Steinalkenheide ist ausgeschildert.
Weiter südlich, auf der anderen Seite der  Bade, liegt das Naturschutzgebiet Bullensee und Hemelsmoor.

## Beschreibung des Gräberfeldes

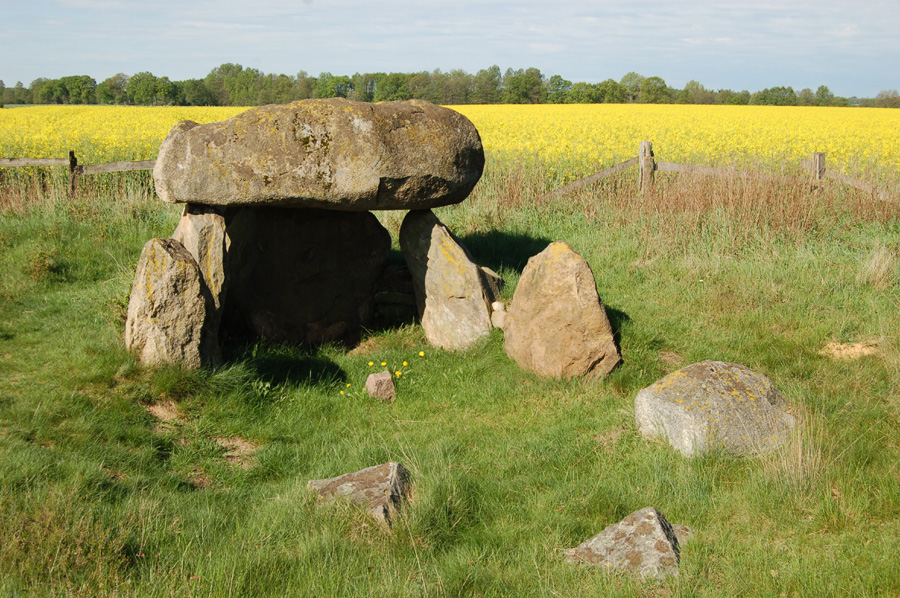
Rekonstruiertes Großsteingrab

Von rund 100 nachweisbaren Grabhügeln sind noch über 70 vorhanden. Damit handelt es sich um den größten erhaltenen Hügelfriedhof im Landkreis Rotenburg. Vermutlich ist es nur der kleine Rest einer ehemals größeren Anzahl von Grabhügeln. Der Friedhof zieht sich bei einer Breite von 50 bis 100 m auf einer Länge von 400 m hin. In Richtung Nordosten schloss sich eine Kette einzeln liegender großer Grabhügel an. Die älteste Grabanlage des Hügelgräberfeldes war wohl das auf dem Gelände rekonstruierte Großsteingrab. Das damals schon beschädigte Megalithgrab wurde im Jahr 1841 „Hünenkeller“ oder „Steinhaus“ bezeichnet. 1871 lautete die romantische Bezeichnung „Fürstengruft“. Um 3000 vor Christi Geburt diente das Steindenkmal als Familienbegräbnisstätte. Die Grabkammer war unter einem Erdhügel verborgen.
Auf dem Gelände finden sich Grabhügel unterschiedlicher Formen und Ausmaße. Auf Grund von Funden lässt sich vermuten, dass dieser Platz von der jüngeren Steinzeit (ca. 3000 v. Chr.) bis in die ältere Eisenzeit (bis 500 v. Chr.) belegt worden ist. Zwei von der Kreisarchäologie des Landkreises Rotenburg/W. auf dem Gelände aufgestellte Erklärungstafeln geben dem Besucher nähere Hinweise.

## Namenserklärung
Alken nennt man an mehreren Orten Niedersachsens gelegentlich zwergenhafte Geister oder Naturwesen, die in Erdgruben oder Hügeln wohnen. Dabei sind meistens vorgeschichtliche Gräber in unmittelbarer Nachbarschaft solcher Überlieferung vorhanden. Der Name Alken könnte eventuell ursprünglich einmal die verstorbenen Ahnen oder Seelen der Toten bezeichnet haben. 
Früher dürften zumindest die eisenzeitlichen Buckelgräber mit Steinen abgedeckt worden sein. Dazu kamen wahrscheinlich aufrecht stehende Markiersteine und Stelen sowie Steinringe und Feldsteinmauern um die großen Grabhügel, weshalb sich der Flurname Steinalkenheide eventuell dadurch erklären lässt, zumal das Gebiet zum Teil heute noch mit Heide bewachsen ist.